# Alliance « Mon pas »
Cette page contient des caractères spéciaux ou non latins. S’ils s’affichent mal (▯, ?, etc.), consultez la page d’aide Unicode.
Pour les articles homonymes, voir IKD.
L'Alliance « Mon pas » (en arménien : Im Kaylə dashink’, IKD) est une coalition de partis politiques et un groupe parlementaire arménien créés en 2018 et dissous en 2021.
Sa principale figure était Nikol Pachinian, Premier ministre depuis le 8 mai 2018.

## Historique
Le 31 mars 2018, au début de la révolution arménienne, Nikol Pachinian et un groupe de partisans entament une marche depuis Giumri, la deuxième plus grande ville d'Arménie. La campagne, baptisée « Mon pas », est organisée pour protester contre l'élection de Serge Sarkissian, président sortant, au poste de Premier ministre. Celui-ci est cependant élu le 17 avril mais doit démissionner six jours plus tard face au mouvement de contestation.
Le 8 mai suivant, Pachinian est élu Premier ministre et forme un gouvernement. En août, l'Alliance « Mon pas » est créée en regroupant Contrat civil, le Parti de la mission et quelques personnalités indépendantes. 
Le 23 septembre 2018, l'alliance participe aux élections municipales d'Erevan avec Haïk Maroutian comme candidat à la mairie et remporte 57 sièges sur 65 au conseil municipal.
L'alliance se présente ensuite aux élections législatives du 9 décembre 2018 à l'issue desquelles elle remporte une majorité absolue de 88 sièges de députés sur les 132 que compte l'Assemblée nationale.
En mai 2021, elle est dissoute quand Contrat civil décide de participer seul aux élections législatives du 20 juin suivant.

## Résultats électoraux

### Élections législatives
| Année | Voix    | %     | Sièges   | Gouvernement |
| ----- | ------- | ----- | -------- | ------------ |
| 2018  | 884 456 | 70,43 | 88 / 132 | Pachinian II |

### Élections municipales à Erevan
| Année | Voix    | %     | Sièges  |
| ----- | ------- | ----- | ------- |
| 2018  | 294 092 | 81,06 | 57 / 65 |